# Modernisierungsumlage
Die Modernisierungsumlage bezeichnet im Wohnraummietrecht eine Form der Mieterhöhung  nach einer abgeschlossenen Modernisierung. Sie ist in Deutschland seit 2001 in § 559 BGB geregelt. Danach kann der Vermieter nach Durchführung einzelner Modernisierungsmaßnahmen die Nettomiete dauerhaft um einen bestimmten Prozentsatz der für die Wohnung aufgewendeten Kosten erhöhen, um seine Investitionen zu refinanzieren. Zugleich soll die prozentuale Begrenzung dem Mieterschutz vor einer zu starken Mietsteigerung dienen.

## Rechtsentwicklung
§ 3 des Miethöhegesetzes (MHG) führte zum 1. Januar 1975 die Möglichkeit der Modernisierungsumlage ein. Anfangs betrug die Umlage 14 % und lag damit nicht sehr weit über dem, was der Vermieter seinerseits der Bank als Darlehenszins für die Aufnahme eines Kredits zur Finanzierung der Maßnahme zahlen musste. Während der Laufzeit des Gesetzes reduzierte man die Umlage auf  8 %. Unter Modernisierung verstand § 3 Abs. 1 MHG die Durchführung baulicher Maßnahmen, die den Gebrauchswert der Mietsache nachhaltig erhöhen, die allgemeinen Wohnverhältnisse auf die Dauer verbessern oder nachhaltig Einsparungen von Heizenergie oder Wasser bewirken. Auch andere bauliche Änderungen auf Grund von Umständen, die der Vermieter nicht zu vertreten hatte, rechtfertigten eine entsprechende Mieterhöhung.
Zum 1. September 2001 wurde das MHG aufgehoben und die Regelungen zu Miet- und Pachtverträgen einschließlich des Rechts der Miethöhe und der Mieterhöhungen in das Bürgerliche Gesetzbuch integriert (§§ 535 ff. BGB). § 559 BGB regelt seitdem die Mieterhöhung bei Modernisierung. Der Betrag von 11 % wurde beibehalten, die Definition der Modernisierung aus § 3 Abs. 1 MHG übernommen.
Mit Mietrechtsänderungsgesetz vom 11. März 2013 wurden die umlagefähigen Maßnahmen in § 559 Abs. 1 BGB in Verbindung mit § 555b BGB einzeln aufgezählt und auch § 559 Abs. 2 BGB neu gefasst. Danach sind Kosten für Erhaltungsmaßnahmen (§ 555a Abs. 1 BGB) von den Kosten der Modernisierung abzuziehen. Es genügt, sie durch Schätzung zu ermitteln. Konkret bedeutet das: An die Ermittlung der in Abzug zu bringenden Kosten sind keine überzogenen Anforderungen zu stellen.
Neu war auch die Regelung des § 559 Abs. 4 BGB, wonach die Mieterhöhung ausgeschlossen sein soll, wenn sie eine besondere Härte für den Mieter darstellt. Dabei sind auch die anfallenden Betriebskosten zu berücksichtigen.
Voraussetzung für die Berücksichtigung dieses Härtegrunds ist allerdings, dass er vom Mieter rechtzeitig innerhalb der Fristen des § 555d Abs. 3 und 4 BGB geltend gemacht wird – d. h. in der Regel bis zum Ablauf des Monats, der auf den Zugang der Modernisierungserklärung folgt.
Der Mieter kann also über den wirtschaftlichen Härtegrund nicht die Modernisierung selber verhindern – wohl aber die anschließende Mieterhöhung.
Seit dem 1. Januar 2019 kann der Vermieter die jährliche Miete nur noch um 8 % der für die Wohnung aufgewendeten Kosten für Modernisierungsmaßnahmen erhöhen.
Rechenbeispiel: Modernisierungskosten = 1000 Euro.
 1000 x 8 : 100 : 12 = 6,67 Euro Mieterhöhung pro Monat.

## Voraussetzungen
Umlagefähig sind Modernisierungsmaßnahmen im Sinne des § 555b Nr. 1, 3, 4, 5 und 6 BGB.
Formelle Voraussetzung ist eine schriftliche und erläuterte Berechnung, wie sich die Mieterhöhung zusammensetzt. Der Vermieter muss die Mieterhöhung in Textform mitteilen. Die Erklärung ist nur wirksam, wenn sie eine Kostenberechnung einschließlich notwendiger Erläuterungen enthält (§ 559b Abs. 1 BGB). Mängel der Erklärung führen zur Unwirksamkeit der Erklärung; die Mieterhöhungserklärung kann aber jederzeit nachgeholt werden.
Folgende Anforderungen müssen erfüllt sein:
- nachvollziehbar errechneter Betrag der Erhöhung
- Ausweis der angefallenen Gesamtkosten
- Aufschlüsselung der Kosten für die einzelnen Baumaßnahmen
- Aufschlüsselung der Kosten von Modernisierung und Instandsetzung / Instandhaltung
- Verteilerschlüssel, falls mehrere Wohnungen modernisiert wurden.

Der Mieter hat das Recht, die den Berechnungen zu Grunde liegenden Dokumente einzusehen. Zu den umlagefähigen Kosten der Modernisierung gehören nicht:
- Zinsen für Kredite
- Verwaltungskosten
- Erschließungskosten für Straßenbaumaßnahmen
- Mietausfälle durch zeitweise unbewohnbare Wohnungen / Mietminderungen
- Ansprüche des Mieters, die im Rahmen der Arbeiten entstanden sind (z. B. Hotelkosten).

Kosten für Instandhaltung und Instandsetzung dürfen nicht umgelegt werden. Soweit die Modernisierung auch solche Maßnahmen umfasst, sind die darauf entfallenden Kosten von den Gesamtkosten abzuziehen. Beispiel: Anstelle völlig schadhafter einfacher Fenster baut der Vermieter Doppelfenster ein. Er darf dann nur die Kostendifferenz zwischen Einfach- und Doppelverglasung umlegen. Denn die Reparaturkosten muss der Vermieter nach dem Gesetz selbst tragen. Staatliche Zuschüsse sind bei Berechnung der Umlage von Modernisierungskosten ebenfalls abzuziehen. Ebenso wenig ist eine Modernisierungs-Mieterhöhung möglich, wenn beispielsweise neue Schallschutzfenster vom benachbarten Flughafen bezahlt werden.
Staatliche Fördergelder muss der Vermieter aus den Modernisierungskosten herausrechnen. Auch müssen Zinsvergünstigungen berücksichtigt werden, so dass sich die gesetzlich erlaubte Umlage von 8 % jährlich ggf. reduziert (§ 559a Abs. 1 und 2 BGB).
Einer Entscheidung des Bundesgerichtshof vom August 2023 zufolge müssen Vermieter transparent machen, wenn sie staatliche Förderung erhalten. Sonst sei die Erhöhung unwirksam.

## Kündigungsrecht des Mieters
Die höhere Miete infolge Modernisierung muss ab Beginn des 3. Monats nach dem Zugang der Mieterhöhungserklärung gezahlt werden. Trifft der Brief des Vermieters also beispielsweise im April ein, muss der Mieter die höhere Miete ab dem 1. Juli zahlen.
Diese Frist verlängert sich um 6 Monate, wenn der Vermieter dem Mieter die voraussichtliche Mieterhöhung vorher nicht mitgeteilt oder sich die tatsächliche Mieterhöhung gegenüber der Ankündigung um mehr als 10 % erhöht hat (§ 559b Abs. 2 BGB).
Macht der Vermieter eine Mieterhöhung geltend, so kann der Mieter bis zum Ablauf des zweiten Monats nach dem Zugang der Erklärung des Vermieters das Mietverhältnis außerordentlich zum Ablauf des übernächsten Monats kündigen. Kündigt der Mieter, so tritt die Mieterhöhung nicht ein (§ 561 Abs. 1 BGB).

## Kappungsgrenze
Gem. § 559 Abs. 3a BGB darf sich die monatliche Miete innerhalb von sechs Jahren, von Erhöhungen bis zur ortsüblichen Vergleichsmiete und Erhöhungen der Betriebskosten abgesehen, nicht um mehr als 3 Euro je Quadratmeter Wohnfläche erhöhen. Beträgt die monatliche Miete vor der Mieterhöhung weniger als 7 Euro pro Quadratmeter Wohnfläche, so darf sie sich nicht um mehr als 2 Euro je Quadratmeter Wohnfläche erhöhen. Überschreitet die Mieterhöhung nach Modernisierung das Vergleichsmietenniveau, haben Mieterhöhungen nach § 558 BGB so lange zu unterbleiben, bis die Vergleichsmiete die Miete wieder übersteigt. Umgekehrt kann die Miete noch bis zur ortsüblichen Vergleichsmiete erhöht werden, wenn sie diese nach der Modernisierungserhöhung noch nicht erreicht.
Auch bei Modernisierungsmaßnahmen sind die Grenzen der Mietpreisüberhöhung nach § 5 Abs. 2 Wirtschaftsstrafgesetz zu beachten.